# 3278 Běhounek
3278 Běhounek là một tiểu hành tinh vành đai chính với chu kỳ quỹ đạo là 2105.8373988 ngày (5.77 năm).
Nó được phát hiện ngày 27 tháng 1 năm 1984 bởi Antonín Mrkos ở Đài thiên văn Kleť và đặt tên theo the Czech radiologist và writer František Běhounek.